# 甲武信ヶ岳
甲武信ヶ岳（こぶしがたけ）は、山梨県・埼玉県・長野県の3県の境にある標高2,475mの山で、奥秩父山塊の主脈の中央に位置する。甲武信岳（こぶしだけ）とも呼ぶ。
甲州（甲斐国＝山梨県）、武州（武蔵国＝埼玉県など）、信州（信濃国＝長野県）の境にあるのでこの名になっているとされる説が有名だが、山容が拳のように見えるからという説もある。千曲川（新潟県に入ると信濃川）、荒川、笛吹川（釜無川と合流し富士川となる）の水源の地。頂上に三角点はない。また、三宝山のほうが標高が僅かに高い。日本百名山の一つ。
山頂からは百名山のうち43座を見ることができる。

## 登山

### ルート

#### 長野県川上村の毛木平から
長野県側の毛木平にトイレのある整備された登山者向けの無料駐車場がある。手前の梓山まではJR小海線信濃川上駅からバスが出ている（毛木平まで徒歩約1時間15分）。
毛木平から千曲川源流遊歩道を通って甲武信ヶ岳までピストンするのが最短コースであり、早朝から登れば日帰りが可能。
あるいは、「毛木平→千曲川源流遊歩道→甲武信ヶ岳→三宝山→武信白岩山→大山→十文字峠→五里観音→毛木平」の周回コースもマイカー登山客に人気がある。ピストンよりも2時間ほど長くかかるが、健脚者なら日帰りも可能。この周回ルート上にある三宝山は埼玉県最高峰である。

#### 山梨県山梨市の西沢渓谷から
山梨県側のルートは、西沢渓谷入口から徳ちゃん新道（戸渡尾根）を通って登るルートが一般的である。長野県側から登るよりも、東京からのアクセスは良いものの、登りに5時間40分（標準時間）もかかり、日帰りは厳しい。西沢渓谷入口まではJR中央本線塩山駅・山梨市駅からバスが出ている。登山道中はほとんど樹林帯で展望の良い場所は少ないが、シャクナゲが多く自生している。シャクナゲの見頃は5月末から6月。

### 周辺にある山小屋
- 甲武信小屋
- 十文字小屋
- 雁坂小屋
- 白木屋旅館

## 隣接する山
- 十文字峠
- 三宝山
- 木賊山
- 破風山

## 参考画像

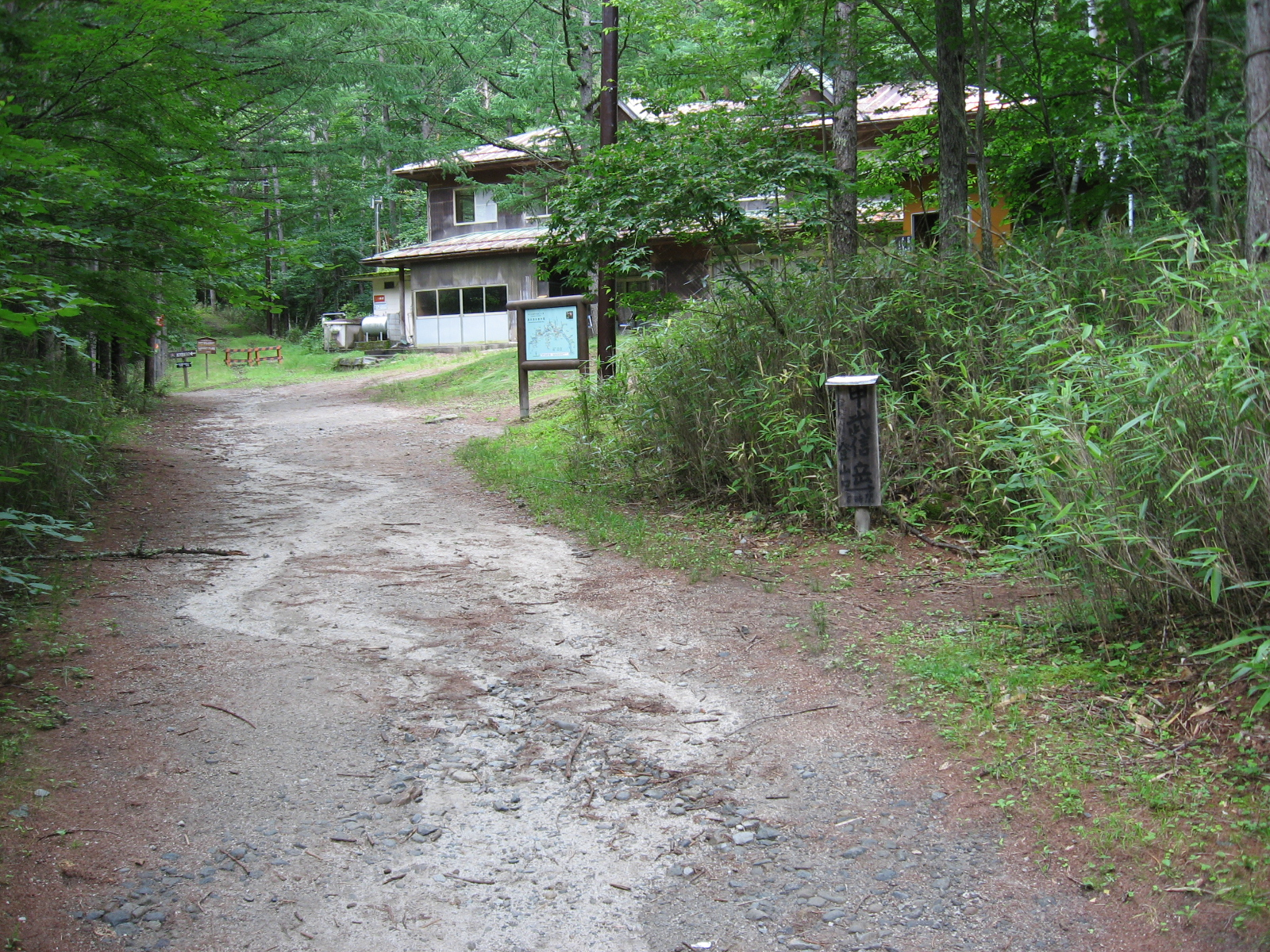
徳ちゃん新道の登山口
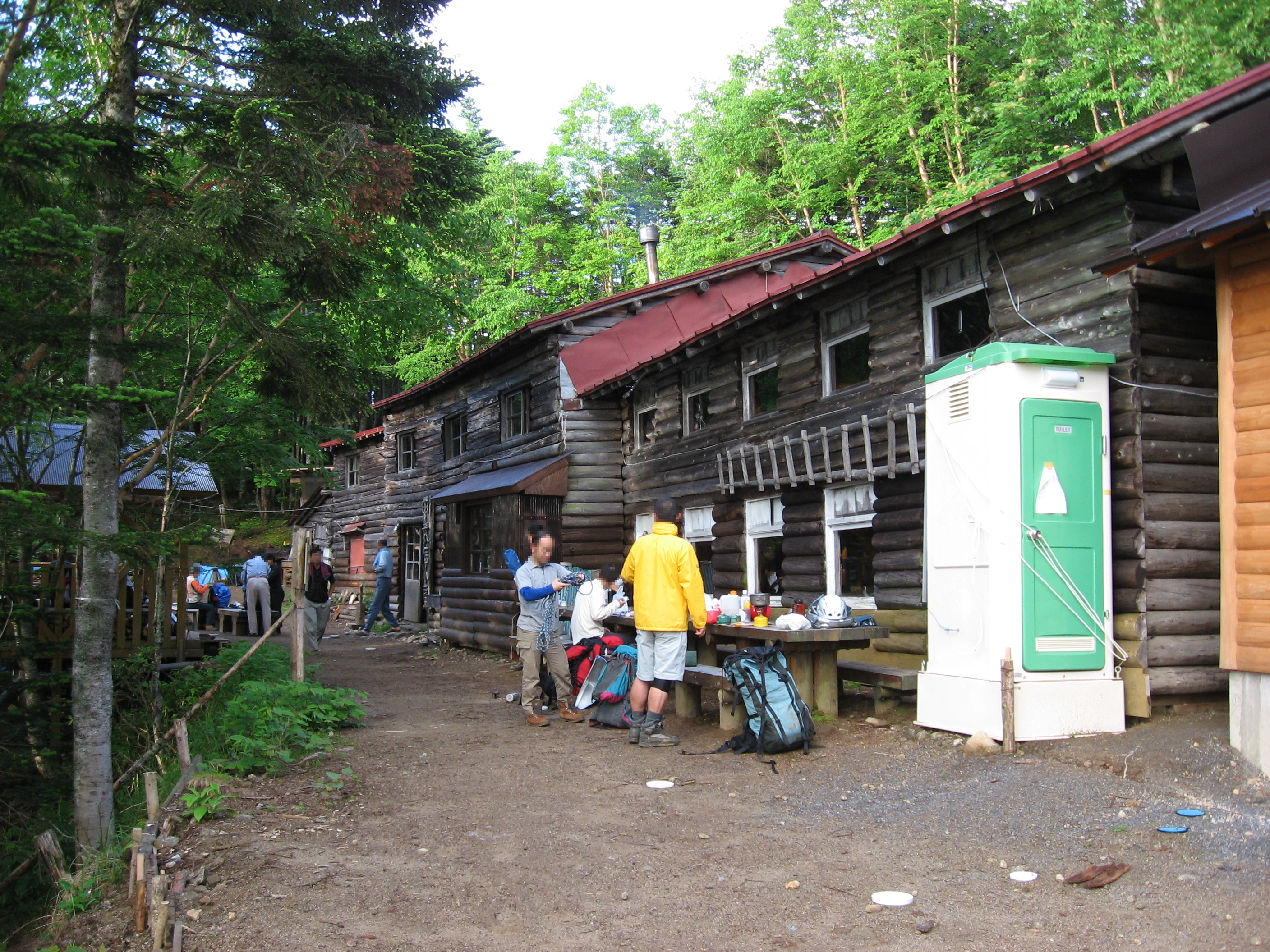
甲武信ヶ岳直下にある甲武信小屋
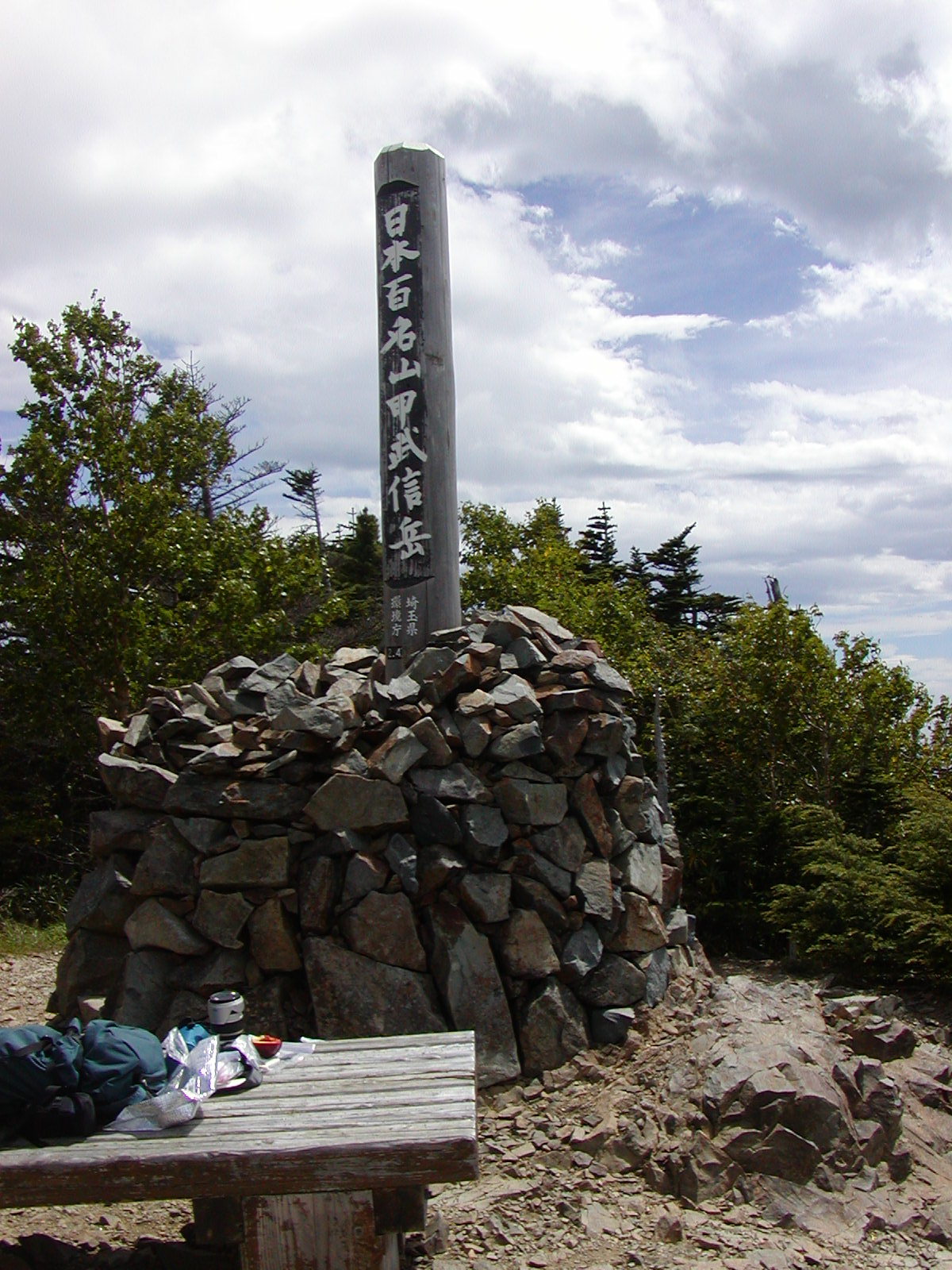
山頂（2003年）
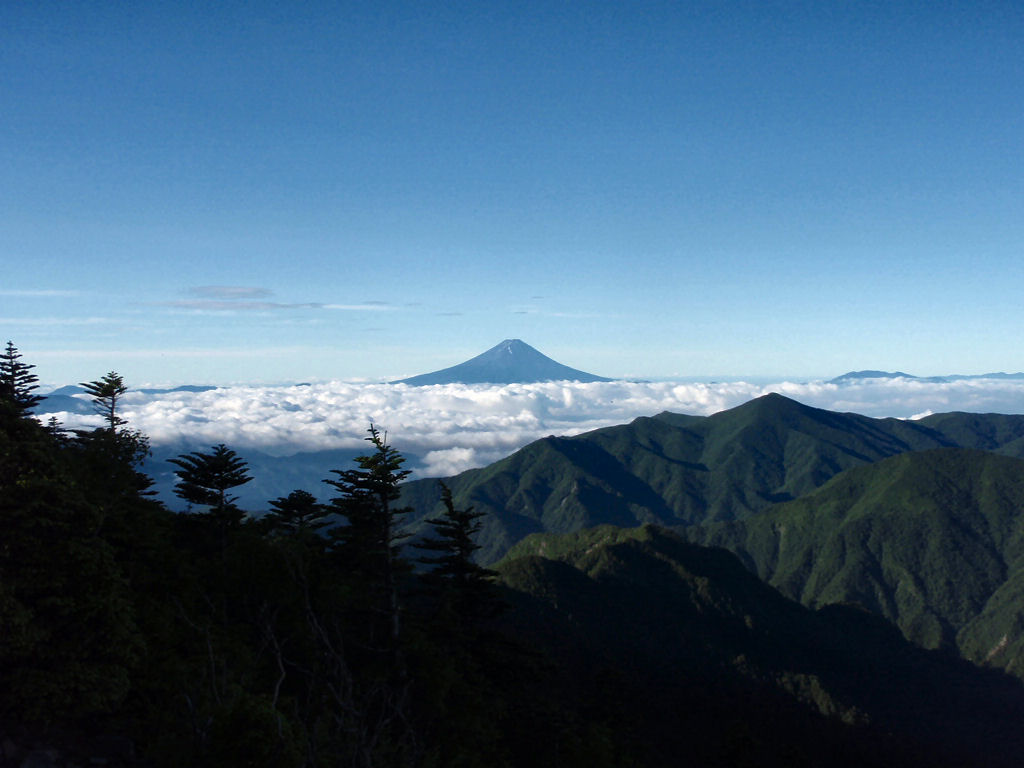
山頂より南に富士山を望む